# 山西省妇女联合会
山西省妇女联合会，简称山西省妇联，是中华人民共和国山西省妇女儿童工作者组成的人民团体，是中华全国妇女联合会的地方组织，接受中国共产党山西省委员会的领导。其最高权力机构是山西省妇女代表大会。